# Boedapest Torna Club
Boedapest Torna Club of kortweg Boedapest TC of BTC was een Hongaarse turn en voetbalclub uit de hoofdstad Boedapest.
De turnclub werd op 9 mei 1885 opgericht en startte op 8 februari een voetbalafdeling, BTC werd zo de oudste club van het land. Enkele weken later schreef de club al Hongaarse voetbalgeschiedenis toen twee teams van BTC een wedstrijd speelden op het Millenáris-plein. 
De club was medeoprichter van de Hongaarse voetbalcompetitie en werd kampioen in de eerste twee seizoenen. Na het seizoen 1904 trok de club zich terug tot 1907 en speelde dan tot 1915 in eerste. Daarna nog van 1917 tot 1925. 
Maar de club schreef ook geschiedenis in Oostenrijk, in de beginjaren waren Oostenrijk en Hongarije dan ook een gezamenlijk keizerrijk. In 1902 werd de finale van de Challenge Cup gehaald, maar BTC verloor net met 1-2 van Vienna Cricketer. In 1910 won de club deze beker in de finale met 2-1 van Wiener Sport-Club, hiervan zijn echter geen officiële krantenberichten meer te vinden en dit is enkel bekend via het verder vertellen van de club. 
Datzelfde jaar werd ook de finale van de eerste Hongaarse beker gehaald tegen MTK Boedapest maar de club verloor met 1-1, 1-3. In 1926 werd de club opgeheven en kwam er een einde aan de legendarische club uit de Hongaarse stad. 

## Erelijst
- Landskampioen

1901, 1902
- Beker van Hongarije

Finalist: 1910
- Challenge Cup

Winnaar: 1910
Finalist: 1902

## Bekende spelers
- Alfréd Hajós